# Fibrome
 Mise en garde médicale
Un fibrome est une tumeur bénigne (non cancéreuse), développée par prolifération fibroblastique pure. Il se compose de tissus conjonctif ou fibreux. Il peut se développer sur tout organe, à partir du mésenchyme. Les termes « fibroblastique » ou « fibromateux » s'appliquent aux tumeurs du tissu conjonctif fibreux. 

## Utilisation du terme
Le terme « fibrome » est réservé aux tumeurs bénignes, alors que les tumeurs malignes sont appelées fibrosarcomes. 
Les exemples sont essentiellement dermatologiques tel le fibrome mou ou molluscum pendulum, petite tumeur cutanée très fréquente, de consistance molle et allongée, parfois pédiculée, souvent située sur le cou, le thorax ou les aisselles.
Dans le langage courant, « fibrome » est fréquemment — mais improprement — employé pour léïomyome, en particulier utérin (léiomyome utérin ou fibromyome utérin).

## Galerie

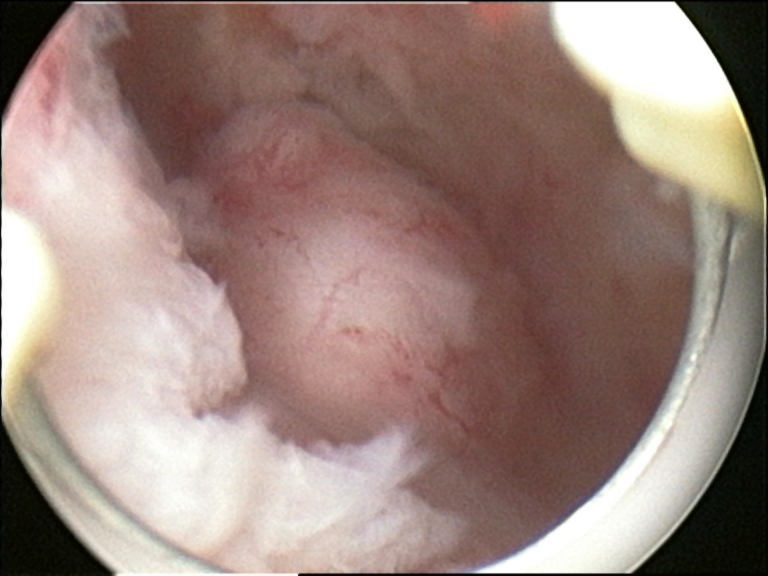
Léiomyome utérin en hystéroscopie.
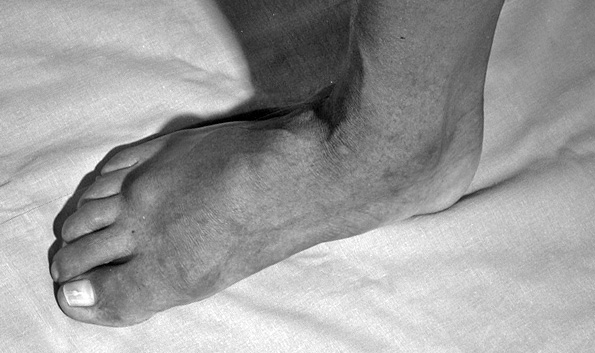
Tumeur fibromateuse du pied, d'origine indéterminée et douloureuse, grossissant depuis un an et plus encore depuis 3 mois, semblant attachée aux tendons.
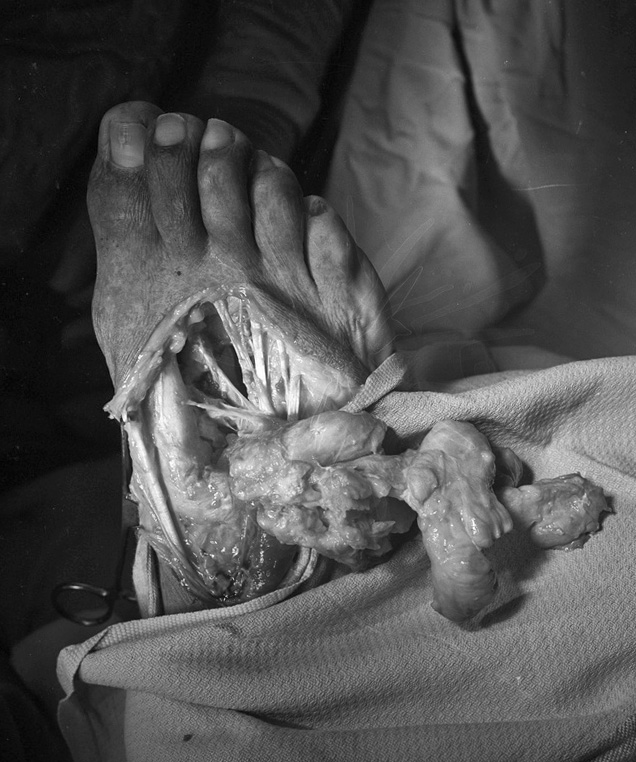
Opération du cas présenté ci-contre ; exérèse de la tumeur.

## Symptômes
Les fibromes de grande taille peuvent parfois provoquer des douleurs abdominales et des règles douloureuses et abondantes pour les femmes.
Cependant une opération chirurgicale peut être nécessaire pour les personnes souffrant de fibromes, surtout si ces fibromes sont de types utérin et ovarien.